# Alice Scarabelli
Alice Antonia Scarabelli (Tortona, 31 luglio 1998) è una nuotatrice italiana, vincitrice della medaglia d'argento alle Universiadi 2019 nella staffetta 4x200 stile libero. Nel 2022 conquista la medaglia d’argento ai Campionati Italiani Assoluti primaverili di nuoto a Riccione  nei 200 metri stile libero. [2]

## Palmarès
- Universiadi

Napoli 2019: argento nella 4x200m sl.
Rimini 2022: Campionati Italiani Assoluti primaverili  argento mt. 200 sl